# Poecilosomella apicata
Poecilosomella apicata är en tvåvingeart som beskrevs av Richards 1963. Poecilosomella apicata ingår i släktet Poecilosomella och familjen hoppflugor. Inga underarter finns listade i Catalogue of Life.